# 耶律娄国
耶律娄国（？—952年），耶律倍的次子，字勉辛。

## 生平
天禄五年（951年），他哥哥辽世宗遥授他武定军节度使。耶律察割杀世宗作乱，辽穆宗与耶律屋质听从林牙耶律敌猎之计，诱出察割，由娄国殺死察割。穆宗改授他南京留守。穆宗沉湎酒色，不理政事，娄国有觊觎皇位之心，应历二年（952年）七月廿一乙亥，政事令耶律娄国和敌猎密谋谋逆。事发被捕，娄国不服。穆宗反问：“朕为寿安王时，卿多次以此事说服我，今日岂有虚乎？”娄国没话说了。
等到馀党尽服时，八月初六己丑，耶律娄国於可汗州西谷被缢杀，穆宗下诏有司择绝後之地来安葬他。

## 延伸阅读
[在维基数据编辑]
 《遼史·卷112》，出自脱脱《遼史》